# Нах (река)
Нах — река в России, течёт по территории Архангельского и Иглинского районов Республики Башкортостан. Левый приток Нови. Длина реки составляет 4 км.
Нах образуется слиянием рек Осокина (Осокна) и Уртаска на высоте 142 метров над уровнем моря между урочищами Зинаткина Поляна и Крещенка в пределах территории Инзерского сельсовета на северо-востоке Архангельского района. Течёт по лесистой местности с преобладанием лиственных пород. Русло извилистое. Преобладающим направлением течения является запад и северо-запад. Впадает в Новь на высоте 129 м над уровнем моря в 3 км юго-восточнее села Тау на территории Лемезинского сельсовета в восточной части Иглинского района.
Основным и единственным именованным притоком является пересыхающая река Купурла, впадающая в Нах на высоте 137 м над уровнем моря с левой стороны на втором километре от истока.